# Taparrabos

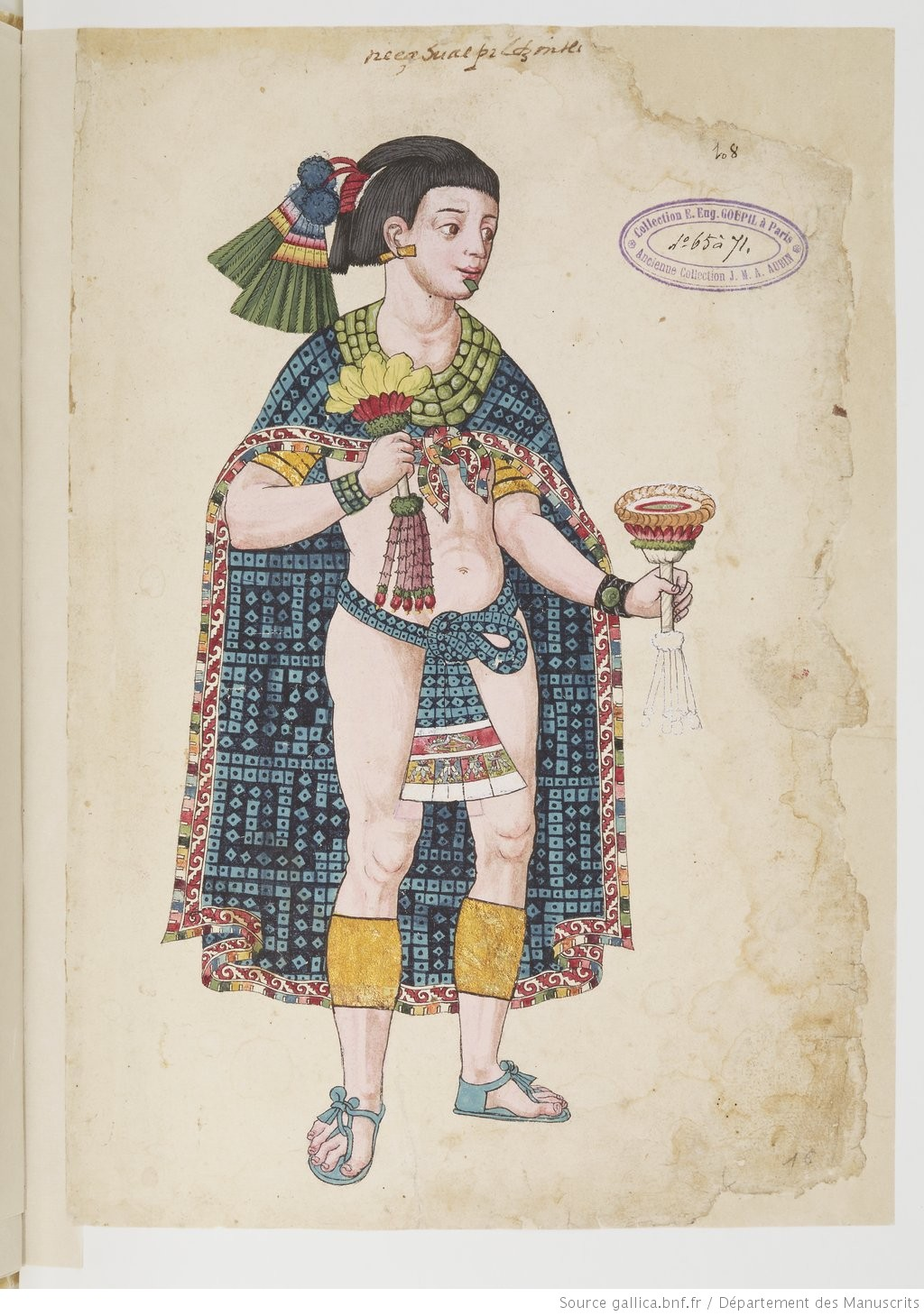
Maxtlatl mexica, una forma de taparrabos usado aquí junto con una capa por Nezahualpilli (ilustración del 1500 aprox.).

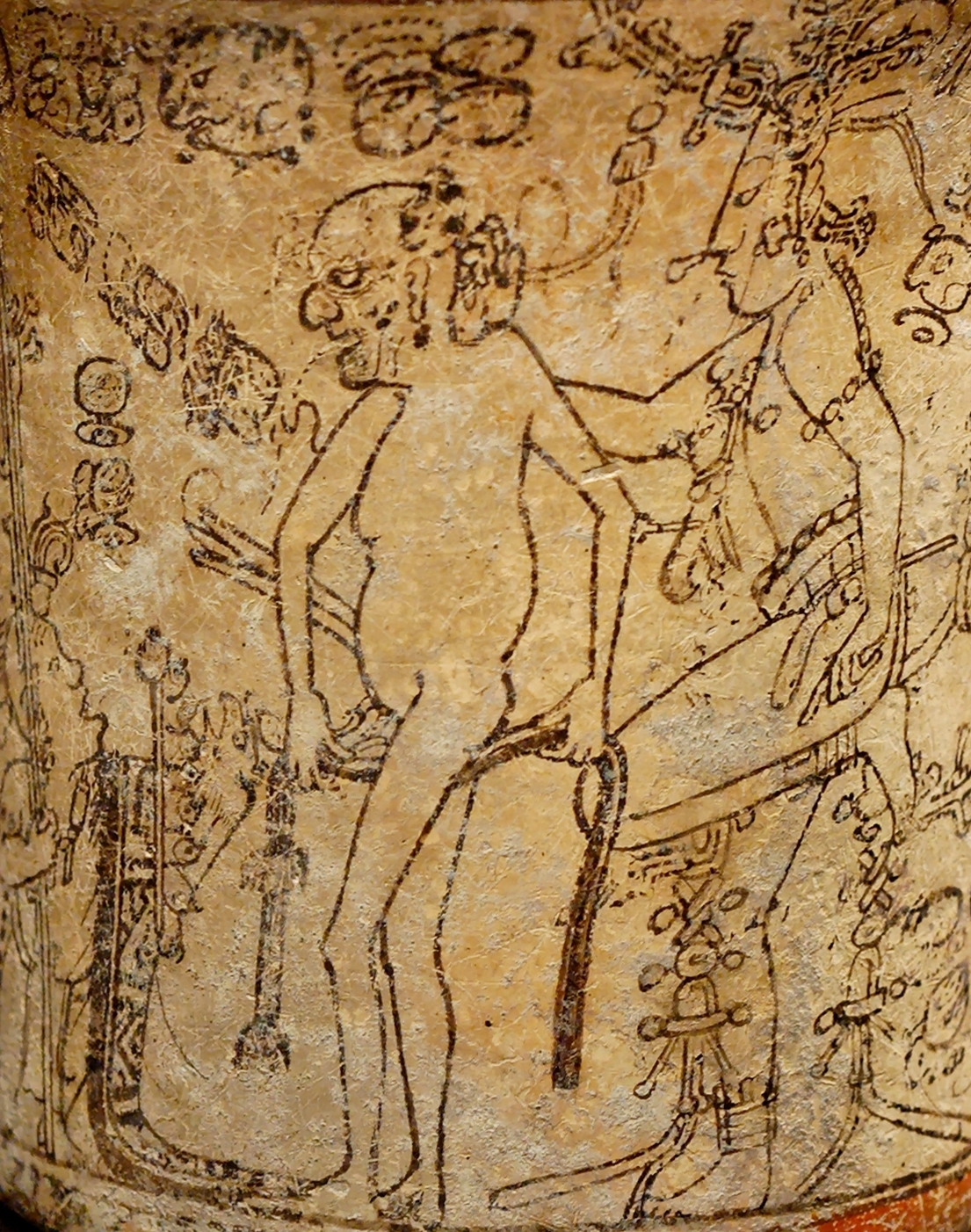
Vaso maya de estilo códice, que representa a un señor del inframundo quitándose el taparrabos y su tocado ayudado por la joven divinidad del maíz, asistida también por un enano y un jorobado. Terracota, norte de Petén (Guatemala), siglos VII-X.

Un taparrabos es un vestido masculino de una sola pieza, a veces sujeto al cuerpo con un cinturón. Este cubre los genitales y, al menos parcialmente, los glúteos.

## Definición
De acuerdo con la definición de la RAE, un taparrabos es un pedazo de tela u otra cosa estrecha con que se cubren en algunas tribus los genitales, parecido a un tanga.

## Historia y tipos
Los taparrabos se usan comúnmente como ropa interior o traje de baño, por los luchadores y los agricultores en los arrozales tanto en Sri Lanka como en la India, donde se llama Amudaya en cingalés y kaupinam o Kov (m) anam o langot.
El taparrabos, o calzón, es una forma básica de vestimenta, a menudo usada como la única prenda. Los hombres han usado un taparrabos como una pieza fundamental de ropa que cubre sus genitales, no los glúteos, en la mayoría de las sociedades que desaprobaron la desnudez genital a lo largo de la historia humana. El taparrabos es, en esencia, una pieza de material, corteza, cuero o tela, que se pasa entre las piernas y cubre los genitales. A pesar de su simplicidad funcional, el taparrabos viene en muchas formas diferentes.
Los estilos en los que se pueden arreglar los calzones y los taparrabos son innumerables. Tanto el sirat de Borneo como el dhoti de la India tienen un paso de tela entre las piernas para sostener los genitales de un hombre. Mahatma Gandhi llevaba un dhoti para identificarse con los indios más pobres, aunque sabía que podía ser tomado como signo de subdesarrollo.
Un estilo similar de taparrabos también era característico de la antigua Mesoamérica. Los habitantes varones de la zona del México moderno llevaban un taparrabos de tela tejida. Se sostenía un extremo del taparrabos, el resto se pasaba entre los muslos, se enrollaba alrededor de la cintura y se aseguraba en la espalda al doblarlo,  constituía un indicador de civilización entre los mexicas heredado de las costumbres toltecas, esta prenda alejaba a quien la portaba de la vida salvaje, razón por la cual los nahuas se escandalizaban ante la costumbre huasteca y tarasca de no usar maxtlatl, ellos criticaban a quienes no usaban esta prenda, pues esas costumbres se oponían a su ideal de homogeneidad en el vestido que querían imponer a los pueblos sometidos dentro de su imperio, Los mexicas explicaban que los habitantes de Michoacán eran llamados tarascos, “porque traían los miembros genitales sin sujetar de pierna en pierna y sonando, especialmente cuando corrían”, también Bernal Díaz del Castillo expresa en estos términos lo que le contaron sus compañeros e informantes nahuas (probablemente mexicas) de la costumbre de los huastecos de no usar taparrabos. En cuanto a estas fuentes en náhuatl, señalan lo siguiente:
In imitlacauhca in cuexteca: in oquichtin amo momaxtlatiaya, mazo nelihui in cenca onca cuachtli (Códice Florentino, lib. X, cap. 29).
"El defecto de los huastecos (es) que los hombres no llevan taparrabo aunque en verdad (entre ellos) hay muchas mantas".
En la América del Sur precolombina, los antiguos hombres incas llevaban una tira de tela llamada wara (en idioma quechua) entre las piernas sostenida por cuerdas o cinta como un cinturón. La tela estaba asegurada a las cintas en la parte posterior y la parte delantera colgaba en la parte delantera como un delantal, siempre bien ornamentado.[cita requerida] La misma prenda, [cita requerida] principalmente en algodón liso pero cuyos delantales son ahora, como las camisas en forma T, a veces estaban decoradas con logotipos, se conocen en Japón como etchu fundoshi.
Algunos de los indios amazónicos culturalmente diversos todavía usan un tipo ancestral de taparrabos.[cita requerida]
Los hombres japoneses usaron como ropa interior hasta los años 1930 un taparrabos conocido como fundoshi, que quedó definitivamente relegado tras la Segunda Guerra Mundial cuando se generalizó el calzoncillo, la ropa interior occidental. El fundoshi es una pieza de tela de 35 cm de ancho (algodón o seda) que se pasa entre los muslos y se asegura para cubrir los genitales.[cita requerida]